# Томас-стрит, 33
Томас-стрит, 33 (англ. 33 Thomas Street, также AT&T Long Lines Building) — 29-этажный небоскрёб на Томас-стрит в Нью-Йорке.
Здание высотой 167,5 метра (550 футов) расположено в районе Манхэттен, Нью-Йорк, США. Находится на восточной стороне Черч-стрит, между Thomas Street и Worth Street в Муниципальном центре Нью-Йорка и представляет собой пример архитектурного стиля брутализм, без окон и с глухими стенами по всему периметру.

## Архитектура
Это здание архитектора Джона Уорника было построено в 1974 году для размещения в нём трёх цифровых междугородных АТС — двух компании AT&T (4ESS) и одной компании Verizon (последняя прекратила работу в 2009). Каждый этаж небоскреба имеет в высоту около 5,5 метров (18 футов) и способен нести нагрузку в полторы тонны на квадратный метр (до 300 фунтов на квадратный фут). На 10-м и 29-м этажах имеются большие вентиляционные отверстия.
Наружные стены выполнены из сборных железобетонных панелей, отделанных шведским гранитом. Согласно американской прессе, в частности статьям журналиста Вильяма Уайта, стены этого дома — самые высокие глухие стены, которые когда-либо строились в мире. Это здание называют одним из самых безопасных зданий в Америке, так как оно было спроектировано, чтобы выдержать радиоактивное заражение в течение двух недель после ядерного взрыва. Несмотря на свою брутальность, по словам New York Times, это здание весьма изящно вписывается в архитектуру Манхэттена.
После разрушения Всемирного торгового центра в результате атаки 11 сентября 2001 года, компания AT&T быстро восстановила свои локальные сервисы и перенесла на своё оборудование сервисы компании Teleport Communications Group.

## Прослушивающий центр в здании
Небоскреб на Томас-стрит, 33, в Нью-Йорке известен как «Здание длинных линий» (англ. Long Lines Building). Это здание скрывает за своей удивительной архитектурой гораздо более глубокие цели. Его создание призвано обеспечить безопасность критической телекоммуникационной инфраструктуры от потенциальных ядерных угроз и в то же время служит как один из крупнейших центров обработки междугородных телефонных звонков в мире.
Согласно данным издания The Intercept, этот небоскреб также функционирует как тайный центр мониторинга, используемый Агентством национальной безопасности США для прослушивания телефонных звонков, факсов и интернет-трафика. Это поднимает вопросы о сотрудничестве между AT&T, владельцем здания, и АНБ в контексте массовой слежки и подчеркивает важность обсуждения внутреннего государственного наблюдения. AT&T и АНБ отказались комментировать эту информацию.
По версии издания, здание на Томас-стрит, 33, известное как «Titanpointe», играет ключевую роль в операциях АНБ. Здесь осуществляется маршрутизация международных телефонных звонков и, вероятно, контроль за коммуникациями, включая организации, такие как ООН, МВФ и множество стран-союзников США. АНБ использует кодовые названия, чтобы сокрыть суть конфиденциальных операций слежки. Также здесь находится программа Skidrowe, ориентированная на перехват спутниковой связи.
АНБ ранее подверглось критике и скандалам, связанным с нарушением прав и слежкой за гражданами, включая активистов. В 1975 году это привело к принятию Закона о надзоре за внешней разведкой, ужесточившего контроль над разведывательными операциями.

## В культуре
- Небоскрёб стал прототипом «Старейшего дома» — места действия игры Control от студии Remedy Entertainment вышедшей в 2019 году[7].
- Здание появляется во 2 серии 11 сезона телесериала Секретные материалы.
- Здание является штаб-квартирой агентства "Люди в черном" и появляется в первом фильме одноименной франшизы.